# Домініка Цібулкова
Доміні́ка Цібу́лкова (словац. Dominika Cibulková; 6 травня 1989, Братислава, Чехословаччина) — словацька професійна тенісистка.

Станом на початок листопаду 2016 року Цібулкова перемогла у  8 турнірах WTA. Її найбільшою перемогою став виграш Чемпіонату WTA 2016 року. На турнірах Великого шолома вона добиралася до фіналу одиночного розряду   Australian Open-2014. Виступаючи за Словаччину разом із Домініком Грбати, Цібулкова виграла Кубок Гопмана 2009.

## Загальна інформація
Цібулкова народилася в Братиславі, а зростала в П'єштянах. 
Вона почала грати в теніс у віці семи років. Батьки — Катарина Цібулкова та Мілан Цібулка.
В юніорських змаганнях вона була третьою ракеткою світу. 
Домініка демонструє визначні бійцівські якості, прекрасно переміщується усім кортом і може дістати практично будь-який м'яч. Попри низький зріст її подача далеко не найслабша. У Цібулкової гострий удар справа по діагоналі і прекрасний удар зльоту із середини корту. Улюбленими покриттями словацької тенісистки є ґрунт і хард.
Домініка відома своїм криком на корті «Pome!», що в перекладі означає приблизно «Ну ж бо!». Тому глядачі й вболівальники часто називають її Поменікою. 
Домініка розмовляє англійською та словацькою мовами.
Окрім спортивної та рекламної діяльності словачка декілька разів знімалася для різних чоловічих журналів.

## Рейтинг на кінець року
| Рік  | Одиночний рейтинг | Парний рейтинг |
| 2013 | 23                | 125            |
| 2012 | 15                | 62             |
| 2011 | 18                | 157            |
| 2010 | 31                | 108            |
| 2009 | 27                | 847            |
| 2008 | 19                | 141            |
| 2007 | 52                | 457            |
| 2006 | 156               | 598            |
| 2005 | 555               |                |

## Виступи на турнірах

### Виступи в одиночних турнірах

#### Фінали турнірів Великого шолома в одиночному розряді (1)

##### Поразки (1)
| №  | Рік  | Турнір          | Покриття | Суперниця у фіналі | Рахунок    |
| 1. | 2014 | Australian Open | Хард     | Лі На              | 6-7(3) 0-6 |

#### Фінали турнірівWTAв одиночному розряді (10)

##### Перемоги (4)
| Легенда: До 2009 року          | Легенда: З 2009 року  |
| ------------------------------ | --------------------- |
| Турніри Великого Шолома (0)    |                       |
| Олімпіада (0)                  |                       |
| Підсумковий чемпіонат року (0) |                       |
| 1-а категорія (0)              | Premier Mandatory (0) |
| 2-а категорія (0)              | Premier 5 (0)         |
| 3-я категорія (0)              | Premier (3)           |
| 4-а категорія (0)              | International (1)     |
| 5-а категорія (0)              | International (1)     |

| Титули за покриттям | Титули за місцем проведення матчів турніру |
| ------------------- | ------------------------------------------ |
| Хард (4)            | Зал (1)                                    |
| Ґрунт (0)           | Зал (1)                                    |
| Трава (0)           | Відкрите повітря (3)                       |
| Килим (0)           | Відкрите повітря (3)                       |

| №  | Дата           | Турнір             | Покриття | Суперниця у фіналі | Рахунок        |
| 1. | 23 жовтня 2011 | Москва, Росія      | Хард(i)  | Кайя Канепі        | 3-6 7-6(1) 7-5 |
| 2. | 22 липня 2012  | Карлсбад, США      | Хард     | Маріон Бартолі     | 6-1 7-5        |
| 3. | 28 липня 2013  | Стенфорд, США      | Хард     | Агнешка Радванська | 3-6 6-4 6-4    |
| 4. | 1 березня 2014 | Акапулько, Мексика | Хард     | Крістіна Макгейл   | 7-6(3) 4-6 6-4 |

##### Поразки (7)
| №  | Дата           | Турнір                 | Покриття | Суперник у фіналі  | Рахунок        |
| 1. | 13 квітня 2008 | Амелія-Айленд, США     | Ґрунт    | Марія Шарапова     | 6-7(7) 3-6     |
| 2. | 3 серпня 2008  | Монреаль, Канада       | Хард     | Дінара Сафіна      | 2-6 1-6        |
| 3. | 16 жовтня 2011 | Лінц, Австрія          | Хард(i)  | Петра Квітова      | 4-6 1-6        |
| 4. | 15 квітня 2012 | Барселона, Іспанія     | Ґрунт    | Сара Еррані        | 2-6 2-6        |
| 5. | 11 січня 2013  | Сідней, Австралія      | Хард     | Агнешка Радванська | 0-6 0-6        |
| 6. | 25 січня 2014  | Australian Open        | Хард     | Лі На              | 6-7(3) 0-6     |
| 7. | 20 квітня 2014 | Куала-Лумпур, Малайзія | Хард     | Донна Векич        | 7-5 5-7 6-7(4) |

#### Фінали турнірівITFв одиночному розряді (6)

##### Перемоги (2)
| Легенда:        |
| --------------- |
| 100.000 USD (0) |
| 75.000 USD (1)  |
| 50.000 USD (0)  |
| 25.000 USD (0)  |
| 10.000 USD (1)  |

| Титули за покриттям | Титули за місцем проведення матчів турніру |
| ------------------- | ------------------------------------------ |
| Хард (2)            | Зал (1)                                    |
| Ґрунт (0)           | Зал (1)                                    |
| Трава (0)           | Відкрите повітря (1)                       |
| Килим (0)           | Відкрите повітря (1)                       |

| №  | Дата           | Турнір                 | Покриття | Суперник у фіналі      | Рахунок |
| 1. | 28 серпня 2005 | Амаранті, Португалія   | Хард     | Паула Фондевіла-Кастро | 6-0 6-2 |
| 2. | 29 жовтня 2006 | Братислава, Словаччина | Хард(i)  | Крістіна Барруа        | 7-5 6-1 |

##### Поразки (4)
| №  | Дата           | Турнір            | Покриття | Суперник у фіналі | Рахунок        |
| 1. | 30 квітня 2005 | Рабат, Марокко    | Ґрунт    | Андрея Клепач     | 1-6 6-3 4-6    |
| 2. | 26 лютого 2006 | Сен-Жорж, Канада  | Хард(i)  | Альберта Бріанті  | 4-6 2-6        |
| 3. | 7 травня 2006  | Шарлоттсвілл, США | Ґрунт    | Лора Гренвілл     | Без гри        |
| 4. | 20 серпня 2006 | Ріміні, Італія    | Ґрунт    | Саня Анчіч        | 6-7(6) 6-3 3-6 |

### Виступи в парному розряді

#### Фінали турнірівWTAв парному розряді (2)

##### Поразки (2)
| №  | Дата           | Турнір                      | Покриття | Партнерка             | Суперниці у фіналі                          | Рахунок           |
| 1. | 18 червня 2011 | Хертогенбос, Нідерланди     | Трава    | Флавія Пеннетта       | Барбора Заглавова-Стрицова Клара Закопалова | 6-1 4-6 [7-10]    |
| 2. | 21 червня 2013 | Хертогенбос, Нідерланди (2) | Трава    | Аранча Парра Сантонха | Ірина-Камелія Бегу Анабель Медіна Гаррігес  | 6-4 6-7(3) [9-11] |

#### Фінали турнірівITFв парному розряді (1)

##### Поразки (1)
| №  | Дата           | Турнір           | Покриття | Партнерка         | Суперниці у фіналі             | Рахунок     |
| 1. | 26 лютого 2006 | Сен-Жорж, Канада | Хард(i)  | Вероніка Хвойкова | Альберта Бріанті Джулія Казоні | 2-6 6-3 1-6 |

### Виступи в командних турнірах

#### Фінали командних турнірів (1)

##### Перемоги (1)
| №  | Рік  | Турнір        | Команда                           | Суперник у фіналі       | Рахунок у фіналі |
| -- | ---- | ------------- | --------------------------------- | ----------------------- | ---------------- |
| 1. | 2009 | Кубок Гопмана | Словаччина Д.Цибулкова, Д. Грбати | Росія Д.Сафіна, М.Сафін | 2-0              |